# Claude de Lorraine, duc de Guise

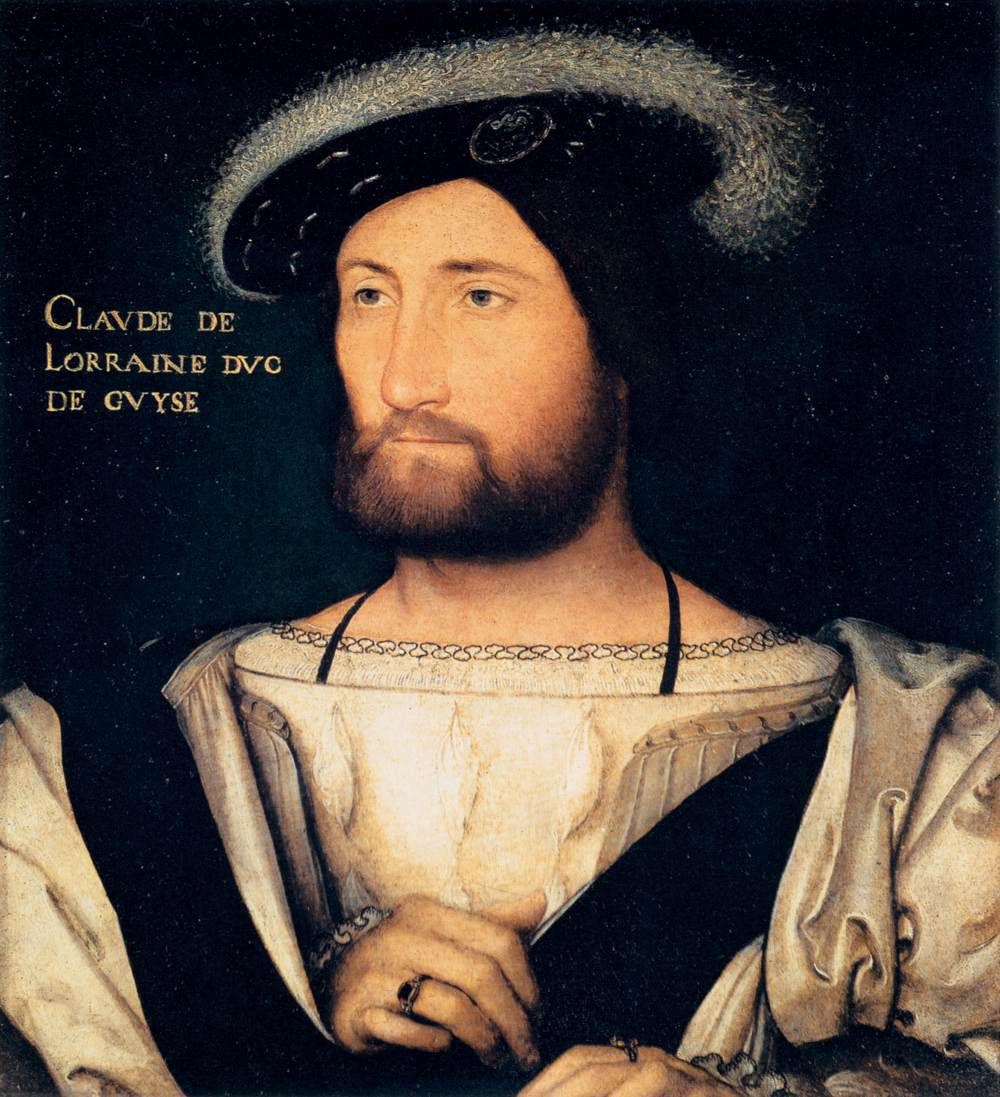
Claude de Lorraine gemalt von Jean Clouet

Claude de Lorraine (* 20. Oktober 1496 auf Château de Condé-sur-Moselle; † 12. April 1550 auf Schloss Le Grand Jardin in Joinville) aus dem Haus Vaudémont war der erste Duc de Guise. Er begründete das Haus Guise als jüngere Linie des Hauses Vaudémont, der seit 1483 regierenden Herzöge von Lothringen.

## Titel
Er war
- ab 1504 Seigneur de Martigues
- ab 1506 Comte de Guise, Seigneur d’Aumale, d’Elbeuf[1], de La Ferté-Bernard, de Mayenne, d’Orgon, de Lambesc, de Joinville, d’Éclaron, de Sailly, de Montiers-sur-Saulx et d’Ancerville[2]
- ab 1508 Seigneur de Beauménil et de Cléon[3]
- ab 1513: Comte d’Aumale[4]
- ab 1524: Seigneur de Saint-Dizier[5]
- ab 1527: Duc de Guise
- Februar 1544 Mayenne wird in ein Marquisat umgewandelt (registriert am 7. September 1546).

## Leben
Als fünfter und zweiter überlebender Sohn von René II., Herzog von Lothringen († 1508) und Philippa von Geldern († 1547) wurde Claude am Hofe des Königs Franz I. von Frankreich erzogen und im März 1506 in Frankreich naturalisiert; er trug nun den Namen Comte de Guise bis zum Januar 1527, als er den Namen Duc de Guise annahm.
Im Jahr 1515 folgte er Franz I. nach Italien und befehligte die Truppen seines Onkels Karl von Egmond, Herzog von Geldern, in der Schlacht bei Marignano. Er wurde dabei so schwer verwundet, dass man ihn für tot hielt, und verdankte sein Leben nur seinem Knappen, der diesen Irrtum bemerkte.
Im Jahr 1522 befehligte er 6000 Landsknechte in der Guyennearmee unter dem Befehl von Admiral Bonnivet. An der Spitze dieser 6000 Männer überquerte bei der Belagerung von Fuenterrabía den Fluss zwischen der Stadt und Hendaye trotz einer großen Anzahl spanischer Soldaten, die aufgrund dieser Kühnheit die Flucht ergriffen, so das Fuenterrabia in die Hand der Franzosen fiel. Der Comte de Guise gab dem Admiral den Rat, den Ort dem Erdboden gleichzumachen, da er früher oder später wieder in die Hände der Spanier fallen könnte, Bonnivet tat jedoch nichts dergleichen, was später bereut wurde.
1523 kommandierte er ein Camp volant in der Picardie und im Artois und besiegte zusammen mit dem Comte de Saint-Pol englische Truppen in der Nähe von Vieil-Hesdin. Er verjagte auch die englische Nachhut aus dem Dorf Pas-en-Artois, wobei 500 englische Soldaten umkamen.
Im Jahr 1524 kommandierte er im Burgund und griff mit 300 Bewaffneten die Stadt Chaumont und rettete damit die Champagne und Burgund. Als er über den Vormarsch der Deutschen auf Neufchâteau in Lothringen informiert wurde, wo sie die Maas wieder überqueren wollten, zog er dorthin, schloss sich der feindlichen Nachhut an und vernichtete sie. Er half dabei, die aufständischen Bauern aus Meißen, Schwaben und dem Elsass, die sich darauf vorbereiteten, nach Lothringen und Frankreich zu gelangen, zu zerstreuen, brachte sie nach Zabern und erhielt dafür Glückwunschschreiben des Parlement de Paris – wurde aber auch kritisiert, weil er dazu Truppen einsetzte, die für die Verteidigung Frankreichs benötigt wurden.
Im April 1525, nach dem Tod des Herzogs Charles IV. d’Alençon, wurde der Graf von Guise zum Gouverneur de Champagne et de Brie ernannt. Nach der Gefangennahme von Franz I. in der Schlacht bei Pavia am 23./24. Februar 1525 wurde vom Luise von Savoyen in den Regentschaftsrat geholt. Nach der Freilassung des Königs wurde er im August 1526 zum Ritter des königlichen Michaelsordens und Großjägermeister von Frankreich ernannt sowie im Januar 1527 (registriert am 12. August 1527) zum Duc de Guise und Pair de France erhoben – wobei der Titel eines Herzogs und Pairs von Frankreich bis dato nur Prinzen aus dem königlichen Hause vorbehalten war: die Guise hatten nun einen Rang ähnlich der bourbonischen Prinzen von Condé und Conti inne; Claude de Guise beanspruchte nun den Vorrang vor allen anderen französischen Adligen und erregte schließlich das Misstrauen des Königs; als Provinzgouverneur handelte er zudem so unabhängig von der Krone, dass er sich den Unmut des Parlements von Paris zuzog.
1536 half er der Stadt Péronne, die vom Grafen von Nassau belagert und Robert III. de La Marck verteidigt wurde, und brachte 400 Elite-Arkebusiere mit je einem Sack Pulver in die Stadt, woraufhin der Graf von Nassau die Belagerung abbrach. Im Jahr 1537 besetzte er die Champagne. Am 8. Oktober 1537 wurde er zum Befehlshaber über alle Grenzen der Champagne und Burgunds ernannt und sicherte fortan diese beiden Provinzen vor feindlichen Angriffen. Mit Vollmacht vom 22. Juni 1542 kommandierte er unter dem Oberbefehl des Herzogs von Orléans, dem Sohn von Franz I., die Armee, die das Herzogtum Luxemburg erobern sollte, und nahm an der Eroberung eines großen Teils dieses Herzogtums teil, das der Gegner jedoch fast sofort zurückeroberte. Dem Duc de Guise gelang es, den Vormarsch des Gegners aufzuhalten, indem er Yvoi besetzte. Er eroberte auch Montmédy zurück, das sie eingenommen hatten. Er trat vom Gouvernement der Champagne zurück und wurde nach dem Tod von Admiral Chabot (1. Juni 1543) am 3. Juni 1543 mit dem Gouvernement von Burgund betraut, das er bis zu seinem Tod innehatte.

## Ehe und Nachkommen
Mit Ehevertrag (Paris, Hôtel d’Étampes) vom 18. April 1513 heiratete er am 9. Juni 1513 in Paris im Alter von 17 Jahren Antoinette de Bourbon (* 25. Dezember 1493 in Ham; †22./23. Januar 1583 in Joinville), Tochter von François de Bourbon Comte de Vendôme, und Marie de Luxembourg-Saint-Pol. Claude und Antoinette bekamen zwölf Kinder:
- Marie (* 20. November 1515[12] in Bar-le-Duc; † 10. Juni 1560 in Edinburgh), bestattet in der Abtei Saint-Pierre in Reims

⚭ (1) Louvre 4. August 1534 Louis II. d’Orléans, 4. Duc de Longueville, Comte de Neuchâtel, Markgraf von Rötteln (* 5. Juni 1510 auf Burg Blandy-les-Tours; † 9. Juni 1537 in Rouen), Sohn von Louis I. d’Orléans-Longueville und Johanna von Hachberg-Sausenberg
⚭ (2) Châteaudun 9. Mai 1538 und St Andrews 12. Juni 1538 Jakob V., 1513 bzw. 1524 König von Schottland (* 10. April 1512 Linlithgow Palace; † 14. Dezember 1542 Falkland Castle), Witwer von Madeleine de France
- François (* 16. Februar 1520[14] in Bar-le-Duc; † 24. Februar 1563 bei Corney nach einem Attentat durch Jean de Poltrot bei der Belagerung von Orléans am 18. Februar 1563), Juli 1547 Duc d’Aumale (bis 1550), Pair de France (registriert 5. Juli 1547), ab April 1550 2. Duc de Guise, April 1552 Prince de Joinville, 1550 Baron d‘Éclaron, d’Ancerville, de Montiers-sur-Saulx, de Sablé et de La Ferté-Bernard, Marquis de Mayenne, Maréchal héréditaire de Champagne, Lieutenant-général de Champagne et de Brie, 1550 Großjägermeister, 1551 Großkammerherr und 1559 Großmeister von Frankreich

⚭ (Ehevertrag 29. April 1548) Schloss Saint-Germain-en-Laye 4. Dezember 1548 Anna d’Este, Principessa di Modena, Ferrara e Reggio, Comtesse de Gisors, Dame de Montargis (* 16. November 1531 in Ferrara; † 17. Mai 1607 in Paris), bestattet im Couvent des Grands-Augustins in Paris; Tochter von Ercole II. d’Este, Herzog von Ferrara, und Renée de France, sie heiratete am 5. Mai 1566 in Saint-Maur-des-Fossés Jacques de Savoie-Nemours, 1564 Graf von Genf († 15. Juni 1585)
- Louise (* 10. Januar 1521[15] in Bar-le-Duc; † 18. Oktober 1542);

⚭ 20. Februar 1541 Charles II. de Croÿ, 1549 2. Duc d’Aarschot (* 31. Juli 1522; † ermordet 24. Juni 1551 in Quiévrain)
- Renée (* 2. September 1522[16] auf Schloss Joinville; † 3. April 1602), 1542 Äbtissin von Saint-Pierre in Reims
- Charles (* 17. Februar 1524 in Joinville; † 26. Dezember 1574 in Avignon), 1538 Elekt und 1546 Erzbischof von Reims, Pair de France, 1547 Kardinal[17], 1548 Koadjutor und 1550–1551 Bischof von Metz, 1555 Duc de Chevreuse, bestattet in der Kathedrale von Reims
- Claude (* 18. August 1526[18] in Joinville; X 3. März 1573[19] bei der Belagerung von La Rochelle), 1550 2. Duc d’Aumale,[20] Pair de France, Lieutenant-général de Normandie, 1563 Großjägermeister von Frankreich;

⚭ 1. August 1547 Louise de Brézé, Dame d’Anet (* um 1518; † Januar 1577), Tochter von Louis de Brézé, Comte de Maulévrier, und Diane de Poitiers, Duchesse de Valentinois
- Louis (* 21. Oktober 1527 in Joinville; † 29. Juli 1579[21] in Paris), 1545[22] Bischof von Troyes, 27. Juni 1550 Bischof von Albi, 22. Dezember 1553 Kardinal, 9. Mai 1560 Erzbischof von Sens (resigniert 1562), 5. Oktober 1568 Bischof von Metz, bestattet in der Abtei Saint-Victor in Paris
- Philippe (* 3. September 1529 in Joinville; † 24. September 1529 ebenda)
- Pierre (* 3. April 1530 in Joinville; † jung)
- Antoinette (* 31. August 1531 in Joinville; † 27. März 1561[23] ebenda), 1554 Äbtissin von Faremoutiers, bestattet in Joinville
- François (* 18. April 1534 in Joinville; † 6. März 1563 an Verwundungen aus der Schlacht bei Dreux vom 19. Dezember 1562), 1544 sritter, dann Großprior in Frankreich, General der Galeeren (des Ordens)
- René (* 14. August 1536 in Joinville; † 14. Dezember 1566), Baron, dann Marquis d’Elbeuf, General der Galeeren (Frankreichs)

⚭ 3. Februar 1555 Louise de Rieux, Comtesse d’Harcourt, Dame de Rieux et d’Ancenis (* um 1531; † um 1570), Tochter von Claude de Rieux, Comte d’Harcourt, und Suzanne de Bourbon-Montpensier
Darüber hinaus hatte er mit einer Tochter von NN des Barres, Président du Parlement de Dijon, einen unehelichen Sohn, Claude († 23. August 1612), der Abt von Saint-Nicaise zu Reims und 1575 Abt von Cluny wurde.
Claude de Lorraine starb am 12. April 1550 auf Schloss Le Grand Jardin in Joinville und wurde dort auch bestattet; Antoinette de Bourbon überlebte ihn um knapp 33 Jahre, starb am 22./23. Januar 1583 ebenfalls auf Le Grand Jardin und wurde ebenfalls in Joinville bestattet.